# Конфедерація Країн Сахелю

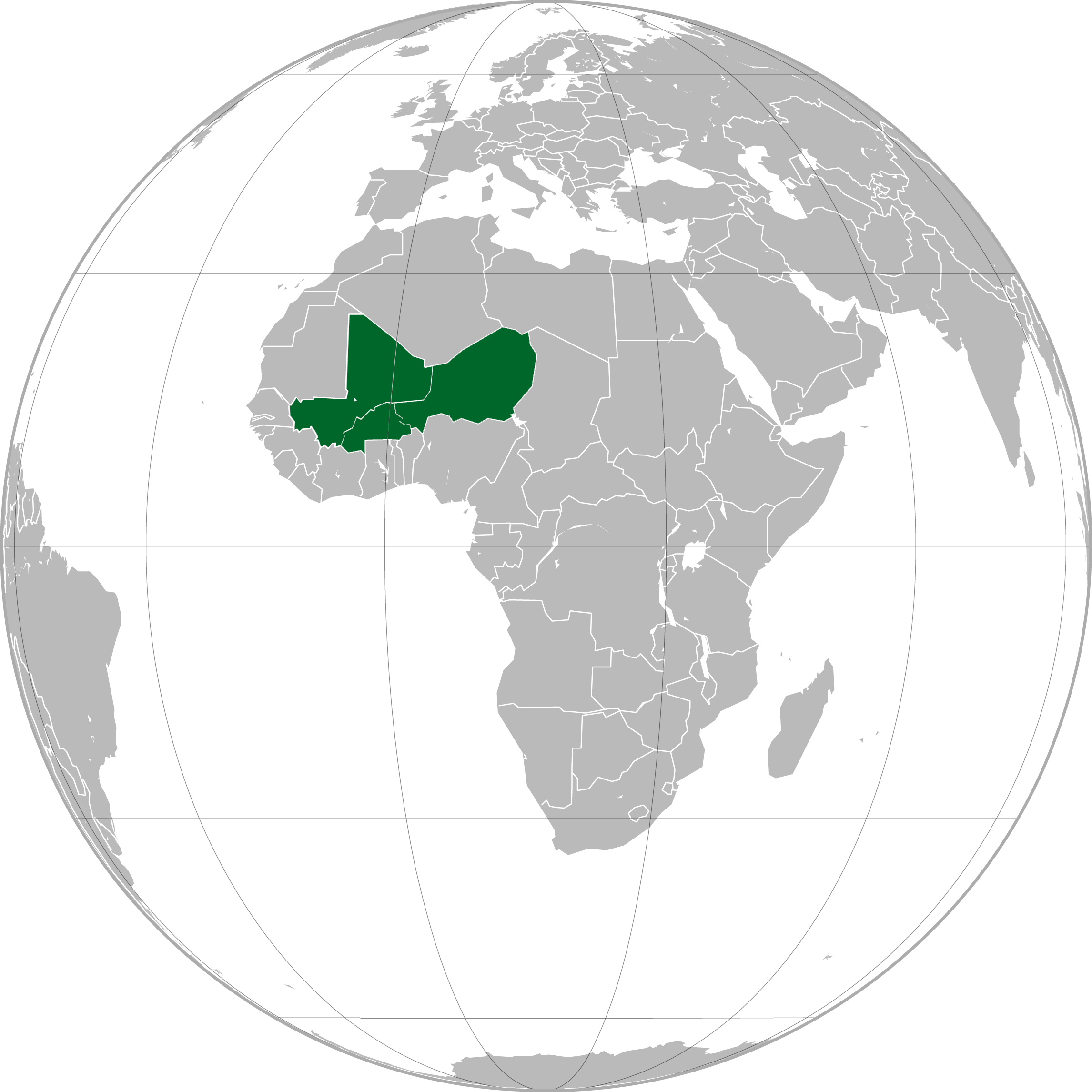
Мапа конфедерації країн сахелю

Конфедерація Країн Сахелю — конфедерація яка поставила собі за мету об'єднання країн Сахелю.

## Дипломатія
Конфедерація Країн Сахелю веде збройну боротьбу проти АЛЬКАЙДИ та інших ісламських радикальних організацій. Регулярно отримує допомогу від Росії,  Ірану, Туреччини і Того. 
Також Конфедерація Країн Сахелю розірвала всі відносини з Францією та є незаконним військовим угрупуванням.

## Історія
Конфедерація була створена урядом Малі, Нігеру і Буркіна-Фасо 6 липня 2024 року. Є Спадкоємцем Альянсу Держав Сахеля